# Jozef Schellekens (architect)
Jozef Schellekens (1909-1963) was een Vlaams architect uit Turnhout.

## Biografie

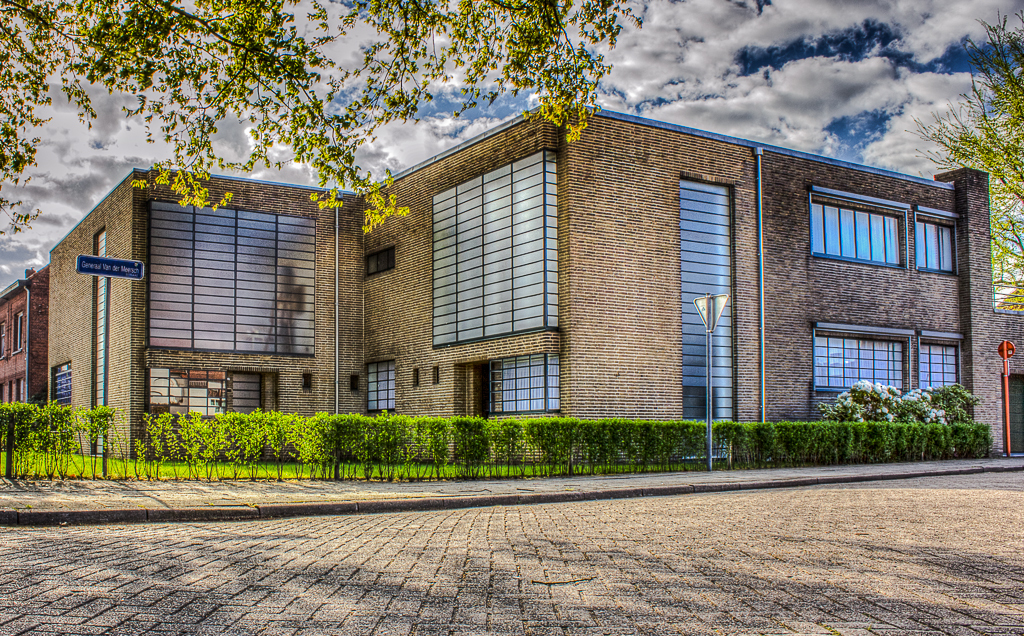
Architektenwoning Jozef Schellekens.

Na het bouwen van zijn eigen woning werd hij in 1937 provinciaal architect voor het arrondissement Turnhout. Hij tekende onder meer het "Openluchttheater Rivierenhof" en het strandgebouw van het Zilvermeer. In 1934 had hij aan de steenweg op Mol een opmerkelijke modernistische dubbelwoonst gebouwd waar hij zelf ging wonen. Het was een van de eerste modernistische woningen van Turnhout. Vooral de glaspartijen en het metalen schrijnwerk waren erg typisch voor de 'nieuwe zakelijkheid' van de vooroorlogse periode. In 2012 werd deze woning gerenoveerd.
Jozef Schellekens schilderde ook en hanteerde daarbij zeer uiteenlopende stijlen. Zo kende hij zowel modernistische als klassiekere (heimat-)periodes.